# Endoxocrinus alternicirrus
Endoxocrinus alternicirrus är en sjöliljeart som först beskrevs av P.H. Carpenter 1884.  Endoxocrinus alternicirrus ingår i släktet Endoxocrinus och familjen Pentacrinitidae. Inga underarter finns listade i Catalogue of Life.